# German Football League 2002
German Football League 2002 gibt einen Überblick über die Saison 2002 der American-Football-Bundesliga, die die 24. der 1. Bundesliga/GFL war.

## Ligaaufteilung
Überblick über die teilnehmenden Mannschaften und ihren ewigen Bundesliga- bzw. GFL-Bilanzen. Vor der Saison hatten sich die Rüsselsheim Razorbacks in Rhein-Main Razorbacks umbenannt. Die sportlich qualifizierten Düsseldorf Panther zogen sich vor der Saison aus der GFL Nord zurück. Für sie rückten die Berlin Adler, als Verlierer der Relegation, nach.
|          | Team                     | Jahre | S   | U | N  | Heim | Heim | Heim | Ausw. | Ausw. | Ausw. | TD-Verhältnis |
| -------- | ------------------------ | ----- | --- | - | -- | ---- | ---- | ---- | ----- | ----- | ----- | ------------- |
| GFL Nord | Cologne Crocodiles       | 21    | 177 | 5 | 57 | 89   | 3    | 26   | 88    | 2     | 31    | 7317:3745     |
| GFL Nord | Berlin Adler (N)         | 19    | 140 | 3 | 72 | 71   | 1    | 34   | 69    | 2     | 38    | 6649:3720     |
| GFL Nord | Braunschweig Lions       | 8     | 56  | 0 | 31 | 30   | 0    | 13   | 26    | 0     | 18    | 2798:1890     |
| GFL Nord | Hamburg Blue Devils (TV) | 7     | 53  | 3 | 24 | 32   | 0    | 9    | 20    | 3     | 15    | 2170:1399     |
| GFL Nord | Kiel Baltic Hurricanes   | 6     | 25  | 1 | 39 | 17   | 0    | 16   | 8     | 1     | 23    | 1568:1861     |
| GFL Nord | Assindia Cardinals       | 6     | 21  | 2 | 39 | 12   | 0    | 19   | 9     | 2     | 20    | 0844:1666     |
| GFL Süd  | Munich Cowboys           | 23    | 159 | 6 | 92 | 90   | 1    | 38   | 69    | 5     | 54    | 6478:4404     |
| GFL Süd  | Stuttgart Scorpions      | 10    | 38  | 3 | 70 | 22   | 3    | 30   | 16    | 0     | 40    | 2530:3212     |
| GFL Süd  | Rhein-Main Razorbacks    | 6     | 31  | 1 | 34 | 17   | 0    | 16   | 14    | 0     | 18    | 1660:1803     |
| GFL Süd  | Franken Knights          | 6(7)  | 17  | 3 | 47 | 9    | 1    | 23   | 8     | 2     | 24    | 1162:2448     |
| GFL Süd  | Schwäbisch Hall Unicorns | 4     | 11  | 3 | 30 | 8    | 0    | 14   | 3     | 3     | 16    | 0697:1179     |
| GFL Süd  | Saarland Hurricanes      | 1     | 1   | 1 | 10 | 1    | 1    | 4    | 0     | 0     | 6     | 199:478       |

- (N) – Aufsteiger
- (TV) – Titelverteidiger

## Saisonverlauf

### Reguläre Saison
Im Norden gaben sich die Braunschweig Lions keine Blöße und wurden ohne Punktverlust Erster. Über den zweiten Platz dagegen entschied erst der direkte Vergleich zugunsten der Hamburg Blue Devils und gegen die Cologne Crocodiles, die auf dem dritten Platz landeten. Vierter wurde der Aufsteiger, die Berlin Adler, wenn auch schon mit einem deutlichen Punkteabstand zu den drei Topteams. Auf dem Relegationsplatz landeten die Kiel Baltic Hurricanes, die in der Saison nur einen Sieg schafften.
Im Süden wurde der Titel erst am letzten Spieltag vergeben. Nachdem es bis Mitte der Saison sehr gut für die Stuttgart Scorpions ausgesehen hatte, schwächelten sie zum Saisonende hin etwas, vor allem die 55:56-Heimniederlage gegen die Franken Knights am vorletzten Spieltag war bitter. Zur Halbzeit führten die Skorpione noch mit 41:28 und nach drei Viertel 47:35. Dazu hatten sie noch das Pech in den Interconference-Games auf die Braunschweig Lions zu treffen. Diese Schwäche, und den etwas günstigeren Spielplan, nutzten die Rhein-Main Razorbacks. Vier Spieltag vor Toreschluss noch auf dem dritten Platz liegend schoben sie sich noch an den Scorpions und den Franken Knights, bei denen sie am drittletzten Spieltag mit 49:42 gewannen, vorbei. Zweiter wurden die Stuttgart Scorpions, mit einem Punkt Rückstand, dank des gewonnenen direkten Vergleichs gegenüber den Franken Knights, die sich mit dem dritten Platz begnügen mussten. Vierter wurden die Schwäbisch Hall Unicorns, allerdings bereits mit einem respektablen Abstand von 8 Punkten. Den fünften Platz erreichten die Saarland Hurricanes, denen es unter anderem gelang den Stuttgartern ein Unentschieden abzutrotzen. Mit nur einem Punkt zierte das Traditionsteam aus München, die Cowboys, das Tabellenende und mussten in die Relegation.

### Abschlusstabellen

#### GFL Nord
|    | Verein                 | Sp | S  | U | N  | TD      | Diff. | Punkte |
| -- | ---------------------- | -- | -- | - | -- | ------- | ----- | ------ |
| 1. | Braunschweig Lions     | 12 | 12 | 0 | 0  | 493:840 | +409  | 24:00  |
| 2. | Hamburg Blue Devils    | 12 | 9  | 0 | 3  | 330:155 | +175  | 18:60  |
| 3. | Cologne Crocodiles     | 12 | 9  | 0 | 3  | 271:179 | +92   | 18:60  |
| 4. | Berlin Adler           | 12 | 5  | 0 | 7  | 224:187 | +37   | 10:14  |
| 5. | Assindia Cardinals     | 12 | 3  | 0 | 9  | 117:327 | −210  | 06:18  |
| 6. | Kiel Baltic Hurricanes | 12 | 1  | 0 | 11 | 093:458 | −365  | 02:22  |

- Tie-Breaker: Hamburg vor Köln aufgrund des gewonnen direkten Vergleichs (21:6 und 17:20).

#### GFL Süd
|    | Verein                   | Sp | S | U | N  | TD      | Diff. | Punkte |
| -- | ------------------------ | -- | - | - | -- | ------- | ----- | ------ |
| 1. | Rhein-Main Razorbacks    | 12 | 9 | 0 | 3  | 409:216 | +193  | 18:60  |
| 2. | Stuttgart Scorpions      | 12 | 8 | 1 | 3  | 340:284 | +56   | 17:70  |
| 3. | Franken Knights          | 12 | 8 | 1 | 3  | 489:405 | +84   | 17:70  |
| 4. | Schwäbisch Hall Unicorns | 12 | 4 | 1 | 7  | 320:310 | +10   | 09:15  |
| 5. | Saarland Hurricanes      | 12 | 1 | 2 | 9  | 188:400 | −212  | 04:20  |
| 6. | Munich Cowboys           | 12 | 0 | 1 | 11 | 238:507 | −269  | 01:23  |

### Relegation
Im Süden standen sich die Munich Cowboys und die Marburg Mercenaries gegenüber. Das Hinspiel in München gewannen die Herausforderer aus Marburg, vor etwa 800 Zuschauern im Dantestadion, mit 28:12. Und auch das Rückspiel wurde eine klare Angelegenheit für die Mercenaries, mit einem 42:23 wurde das Schicksal der Cowboys besiegelt, denn mit den Munich Cowboys stieg damit das letzte verbliebene Gründungsmitglied der 1. Bundesliga des AFVD nach 20 Jahren Ligazugehörigkeit ab (Insgesamt waren es 24 Jahre, wenn man die Zeit der AFBD mit dazu zählt). Den Mercenaries gelang dagegen im zweiten Anlauf, im Vorjahr waren sie noch an den Franken Knights gescheitert, zum ersten Mal der Aufstieg in die höchste deutsche Spielklasse.
Noch klarer waren die Ergebnisse im Norden. Dort trumpften die Dresden Monarchs auf und ließen den Kiel Baltic Hurricanes in beiden Spielen keine Chance. Die Monarchs siegte in Kiel 38:0 und das Rückspiel zu Hause wurde sogar mit 62:0 gewonnen. Das Rückspiel in Dresden war auch bis dato (2021) das Spiel mit den meisten Zuschauern vor heimischer Kulisse für die Sachsen. Auch für die Dresden Monarchs war dies der erste Aufstieg in die GFL. Dresden gehört der ersten Liga im American Football in Deutschland seither ununterbrochen an.
| Liga | Heimverein             | Gastverein             | Ergebnis | Nach Quartern         |
| ---- | ---------------------- | ---------------------- | -------- | --------------------- |
| Nord | Kiel Baltic Hurricanes | Dresden Monarchs       | 0:38     | 0:0; 0:10; 0:14; 0:14 |
| Nord | Dresden Monarchs       | Kiel Baltic Hurricanes | 62:0     | 14:0; 20:0; 21:0; 7:0 |
| Süd  | Munich Cowboys         | Marburg Mercenaries    | 12:28    | 0:21; 0:0; 7:0; 5:7   |
| Süd  | Marburg Mercenaries    | Munich Cowboys         | 42:23    | 14:7; 7:8; 14:8; 7:0  |

Die Marburg Mercenaries steigen in die GFL-Süd auf, die Dresden Monarchs steigen in die GFL-Nord auf. Die Kiel Baltic Hurricanes (Nord) und die Munich Cowboys (Süd) steigen ab.

### Play-offs
Auch im Viertelfinale setzten die Braunschweig Lions ihre Durchmarsch unbeirrt fort. Die Schwäbisch Hall Unicorns wurden vor 7.261 Zuschauern deutlich mit 54:3 in ihre Schranken verwiesen. Umso spannender verliefen die anderen drei Begegnungen. Vor 4.500 Zuschauern in Hamburg bedurfte es einer überragenden Leistung von RB/WR Estrus Crayton, der mit sechs Touchdowns gehörigen Anteil am 49:42-Sieg der Blue Devils gegen die Franken Knights hatte. Trotzdem hatten die Knights, die in der Halbzeit bereits mit 35:21 geführt hatten, noch die Möglichkeit die Verlängerung zu erreichen, doch der Touchdown zum Ausgleich wurde durch eine Holding Strafe annulliert. Ebenfalls mit einem blauen Auge kamen die Stuttgart Scorpions davon, nach einer zwischenzeitlichen 35:12-Führung im vierten Viertel, mussten sie die Cologne Crocodiles noch auf 35:32 herankommen lassen. Die Überraschung ereignete sich somit in Rüsselsheim, wo sich die heimischen, favorisierten Rhein-Main Razorbacks dem Aufsteiger aus Berlin, den Adlern, mit 21:23 geschlagen geben mussten. Zur Halbzeit führten die Adler bereits mit 20:8, doch die Razorbacks kamen zurück und wendeten das Blatt im dritten Quarter zum 21:20. Doch 27 Sekunden vor Ende der Partie kickte Adlerkicker Peter Gärtner sein Team aus 27 Yard Entfernung ins Halbfinale. Endstand 23:21 für die Adler.
Durch den Sieg der Adler kamen die Hamburg Blue Devils zu einem weiteren Heimspiel, welches sie sicher gewannen. Die Adler, die sich in der regulären Saison nur mit 13:7 und 17:10 geschlagen geben mussten, hatten im Halbfinale keine Chance gegen die Blue Devils und verloren deutlich mit 41:13. Im anderen Halbfinale fiel das Ergebnis noch deutlicher aus, ohne Chance waren die Scorpions in Braunschweig, sie unterlagen den Lions mit 61:14. Damit kam es im German Bowl zur Neuauflage des Vorjahresfinals.
|  |               |                          |               |              |                    |            |                     |            |    |                    |                  |                     |                  |
|  | Viertelfinale | Viertelfinale            | Viertelfinale |              |                    | Halbfinale | Halbfinale          | Halbfinale |    |                    | German Bowl XXIV | German Bowl XXIV    | German Bowl XXIV |
|  | Viertelfinale | Viertelfinale            | Viertelfinale |              |                    | Halbfinale | Halbfinale          | Halbfinale |    |                    | German Bowl XXIV | German Bowl XXIV    | German Bowl XXIV |
|  |               |                          |               |              |                    |            |                     |            |    |                    |                  |                     |                  |
|  | N1            | Braunschweig Lions       | 54            |              |                    |            |                     |            |    |                    |                  |                     |                  |
|  | N1            | Braunschweig Lions       | 54            |              |                    |            |                     |            |    |                    |                  |                     |                  |
|  | S4            | Schwäbisch Hall Unicorns | 3             |              |                    |            |                     |            |    |                    |                  |                     |                  |
|  | S4            | Schwäbisch Hall Unicorns | 3             | N1           | Braunschweig Lions | 61         |                     |            |    |                    |                  |                     |                  |
|  |               |                          |               | N1           | Braunschweig Lions | 61         |                     |            |    |                    |                  |                     |                  |
|  |               |                          |               |              |                    | S2         | Stuttgart Scorpions | 14         |    |                    |                  |                     |                  |
|  | S2            | Stuttgart Scorpions      | 35            |              |                    | S2         | Stuttgart Scorpions | 14         |    |                    |                  |                     |                  |
|  | S2            | Stuttgart Scorpions      | 35            | Braunschweig |                    |            |                     |            |    |                    |                  |                     |                  |
|  | N3            | Cologne Crocodiles       | 32            |              |                    |            |                     |            |    |                    |                  |                     |                  |
|  | N3            | Cologne Crocodiles       | 32            |              |                    |            |                     |            | N1 | Braunschweig Lions | 13               |                     |                  |
|  |               |                          |               |              |                    |            |                     |            | N1 | Braunschweig Lions | 13               |                     |                  |
|  |               |                          |               |              |                    |            |                     |            |    |                    | N2               | Hamburg Blue Devils | 16               |
|  | S1            | Rhein-Neckar Razorbacks  | 21            |              |                    |            |                     |            |    |                    | N2               | Hamburg Blue Devils | 16               |
|  | S1            | Rhein-Neckar Razorbacks  | 21            |              |                    |            |                     |            |    |                    |                  |                     |                  |
|  | N4            | Berlin Adler             | 23            |              |                    |            |                     |            |    |                    |                  |                     |                  |
|  | N4            | Berlin Adler             | 23            | N4           | Berlin Adler       | 13         |                     |            |    |                    |                  |                     |                  |
|  |               |                          |               | N4           | Berlin Adler       | 13         |                     |            |    |                    |                  |                     |                  |
|  |               |                          |               |              |                    | N2         | Hamburg Blue Devils | 41         |    |                    |                  |                     |                  |
|  | N2            | Hamburg Blue Devils      | 49            |              |                    | N2         | Hamburg Blue Devils | 41         |    |                    |                  |                     |                  |
|  | N2            | Hamburg Blue Devils      | 49            |              |                    |            |                     |            |    |                    |                  |                     |                  |
|  | S3            | Franken Knights          | 42            |              |                    |            |                     |            |    |                    |                  |                     |                  |
|  | S3            | Franken Knights          | 42            |              |                    |            |                     |            |    |                    |                  |                     |                  |

### German Bowl
Vor über 21.000 Zuschauern im ausverkauften Braunschweiger Städtischen Stadion an der Hamburger Straße fand der German Bowl XXIV in Braunschweig statt. Favorit waren die heimischen Braunschweig Lions, die die Partien in der regulären Saison gegen die Blue Devils mit 43:7 und 17:10 für sich entscheiden konnten. Die Blue Devils ihrerseits hatten den German Bowl im Jahr zuvor gegen die Lions gewonnen. Und der Underdog gewann erneut. In einem punktearmen Spiel setzten sich die Blue Devils knapp mit 16:13 durch und verdarben den Lions damit die Perfect Season, also eine Saison komplett ohne Punktverlust.

#### Scoreboard
| German Bowl XXIV    | German Bowl XXIV    | German Bowl XXIV       | German Bowl XXIV                                    | German Bowl XXIV                                    | German Bowl XXIV                                    | German Bowl XXIV                                    |
| ------------------- | ------------------- | ---------------------- | --------------------------------------------------- | --------------------------------------------------- | --------------------------------------------------- | --------------------------------------------------- |
| Team                | Team                | Punkte                 | Q1                                                  | Q2                                                  | Q3                                                  | Q4                                                  |
| Hamburg Blue Devils | Hamburg Blue Devils | 16                     | 13                                                  | 3                                                   | 0                                                   | 0                                                   |
| Braunschweig Lions  | Braunschweig Lions  | 13                     | 7                                                   | 0                                                   | 3                                                   | 3                                                   |
| Hamburg             | Braunschweig        | Spieler                | Spielzug                                            | Spielzug                                            | Spielzug                                            | Spielzug                                            |
| 0                   | 7                   | Rafiq Cooper           | 6-Yard Pass von Todd Cunningham (PAT Marko Rothaar) | 6-Yard Pass von Todd Cunningham (PAT Marko Rothaar) | 6-Yard Pass von Todd Cunningham (PAT Marko Rothaar) | 6-Yard Pass von Todd Cunningham (PAT Marko Rothaar) |
| 7                   | 7                   | Dominic Gast           | 8-Yard Lauf (PAT Timo Erbs)                         | 8-Yard Lauf (PAT Timo Erbs)                         | 8-Yard Lauf (PAT Timo Erbs)                         | 8-Yard Lauf (PAT Timo Erbs)                         |
| 13                  | 7                   | Maximilian von Garnier | 41-Yard Pass von Kareem Wilson (PAT nicht gut)      | 41-Yard Pass von Kareem Wilson (PAT nicht gut)      | 41-Yard Pass von Kareem Wilson (PAT nicht gut)      | 41-Yard Pass von Kareem Wilson (PAT nicht gut)      |
| 16                  | 7                   | Timo Erbs              | 35-Yard Field Goal                                  | 35-Yard Field Goal                                  | 35-Yard Field Goal                                  | 35-Yard Field Goal                                  |
| 16                  | 10                  | Marko Rothaar          | 23-Yard Field Goal                                  | 23-Yard Field Goal                                  | 23-Yard Field Goal                                  | 23-Yard Field Goal                                  |
| 16                  | 13                  | Marko Rothaar          | 31-Yard Field Goal                                  | 31-Yard Field Goal                                  | 31-Yard Field Goal                                  | 31-Yard Field Goal                                  |